# Crown Colony (lớp tàu tuần dương)
Lớp tàu tuần dương Crown Colony là một lớp tàu tuần dương hạng nhẹ của Hải quân Hoàng gia Anh Quốc từng hoạt động trong Chiến tranh Thế giới thứ hai; được đặt tên theo những thuộc địa của Đế chế Anh. Tám chiếc đầu tiên trong lớp còn được gọi là lớp phụ Fiji, trong khi ba chiếc cuối cùng được chế tạo theo một thiết kế được cải biến đôi chút nên còn được gọi là lớp phụ Ceylon.

## Thiết kế
Chúng được chế tạo theo những giới hạn áp đặt lên tàu tuần dương của Hiệp ước Hải quân London thứ hai, vốn hạ thấp giới hạn về tải trọng của Hiệp ước Hải quân Washington từ 10.000 tấn xuống còn 8.000 tấn; về căn bản là một biến thể thu nhỏ của lớp tàu tuần dương Town. Sơ đồ vỏ giáp bảo vệ được cải tiến từ lớp Town, với đai giáp chính giờ đây cũng bảo vệ các khoang hầm đạn 6 inch, cho dù bản thân đai giáp có độ dày tại đây bị giảm còn 3,5 inch, và còn 3,25 inch tại khoang động cơ. Tháp pháo 6 inch Mk XXIII và các khoảng hầm đạn được sắp xếp tương tự như của nhóm Edinburgh thuộc lớp Town, ngoại trừ các tháp pháo phía sau được đặt thấp hơn một sàn tàu như trên các nhóm Southampton và Gloucester. Việc tiếp đạn cho các khẩu pháo 4 inch (102 mm) cũng được cải tiến, cấp phát đạn bằng một hệ thống băng chuyền phức tạp. Những chiếc trong lớp Crown Colony nhanh chóng được nhận biết nhờ đuôi tàu ngang cùng các ống khói và cột ăn-ten thẳng đứng, vốn được đặt nghiêng trên những chiếc lớp Town. Do kích cỡ của lớp Crown Colony, một số chiếc trong lớp được tháo dỡ tháp pháo X dành chỗ để tăng cường cho dàn hỏa lực phòng không hạng nhẹ. Những chiếc thuộc lớp phụ Fiji được trang bị hệ thống điều khiển hỏa lực phòng không góc cao HACS cho dàn pháo hạng hai, trong khi lớp phụ Ceylon sử dụng đồng hồ định thời kíp nổ để kiểm soát hỏa lực phòng không, và cả hai nhóm sử dụng Bảng Điều khiển Hỏa lực Admiralty trong việc điều khiển hỏa lực dàn pháo chính, cùng Đồng hồ Điều khiển Hỏa lực Admiralty cho dàn pháo hạng hai.

## Cải biến
Việc bổ sung các dàn radar khiến cho máy bay trở nên dư thừa so với nhu cầu, cho phép tháo dỡ máy bay và máy phóng. Không chỉ cung cấp chỗ nghỉ ngơi cho thủy thủ đoàn được tăng cường trong thời chiến, việc loại bỏ này cũng giúp không phải chở theo một lượng lớn xăng máy bay dễ bay hơi nguy hiểm; khi vào năm 1940, Liverpool đã bị bung mũi tàu khi một quả ngư lôi kích nổ 5.700 gallon xăng máy bay được dự trữ phía trước tàu và bị loại khỏi vòng chiến đấu trong một năm. Fiji và Kenya chưa bao giờ được trang bị máy phóng, Nigeria được tháo dỡ máy phóng vào năm 1941, và trên các chiếc khác được tháo dỡ từ năm 1942 đến năm 1944.
Lớp phụ Ceylon được hoàn tất mà không có tháp pháo "X" 6 inch, và trong những năm 1944-1945, tháp pháo "X" trên Bermuda, Jamaica, Mauritius và Kenya cũng được tháo dỡ. Điều này đã cho phép mang theo vũ khí phòng không bổ sung: một khẩu đội QF 2 pounder pom-pom trên bệ Mark VII bốn nòng thường được bố trí thay thế vào vị trí 'X'. Bermuda, Jamaica và Mauritius có thêm hai khẩu đội pom-pom bốn nòng (nâng tổng cộng lên năm dàn) và từ hai đến bốn khẩu đội pom-pom nòng đơn trên các bệ Mark XV. Riêng trên Kenya, tất cả các khẩu pom-pom được tháo dỡ thay thế bằng năm khẩu đội nòng đôi và bốn khẩu nòng đơn của kiểu pháo phòng không Bofors 40 mm. Về cuối cuộc chiến, Newfoundland được trang bị một và Uganda trang bị hai khẩu đội Bofors 40 mm/60 caliber Mark III bốn nòng theo cấu hình của Hoa Kỳ, còn Nigeria mang 4 khẩu Mark III nòng đơn. Nói chung, từ 6 đến 24 khẩu pháo phòng không Oerlikon 20 mm được bổ sung trong một cấu hình hỗn hợp bệ nòng đơn Mark IIIA và bệ nòng đôi Mark V vận hành bằng điện.

## Lịch sử hoạt động
Những chiếc trong lớp đã phục vụ nổi bật trong Chiến tranh Thế giới thứ hai, Fiji bị tổn thất năm 1941, rồi đến lượt Trinidad trong năm tiếp theo. Chúng đã tiếp tục phục vụ sau chiến tranh, tham gia các hoạt động khác bao gồm Chiến tranh Triều Tiên. Ceylon sau đó được bán cho Peru và đổi tên thành Coronel Bolognesi, cùng với Newfoundland vốn được đổi tên thành Almirante Grau. Con tàu được ngừng hoạt động vào năm 1982. Nigeria được bán cho Ấn Độ, được đổi tên thành INS Mysore. Con tàu được tháo dỡ vào năm 1985, kết thúc quãng đời phục vụ đáng kể kể từ khi hạ thủy vào những năm 1930.
Mọi chiếc trong lớp Crown Colony đều được cho ngừng phục vụ cùng Hải quân Hoàng gia Anh vào cuối những năm 1960, cho dù không phải là chiếc tàu tuần dương cuối cùng của Hải quân Hoàng gia, vinh dự dành cho Blake, một chiếc thuộc lớp Tiger cải tiến, vốn đã ngừng hoạt động vào năm 1980, nhiều khả năng sẽ là tàu tuần dương sau rốt của Hải quân Anh.

### Lớp phụFiji

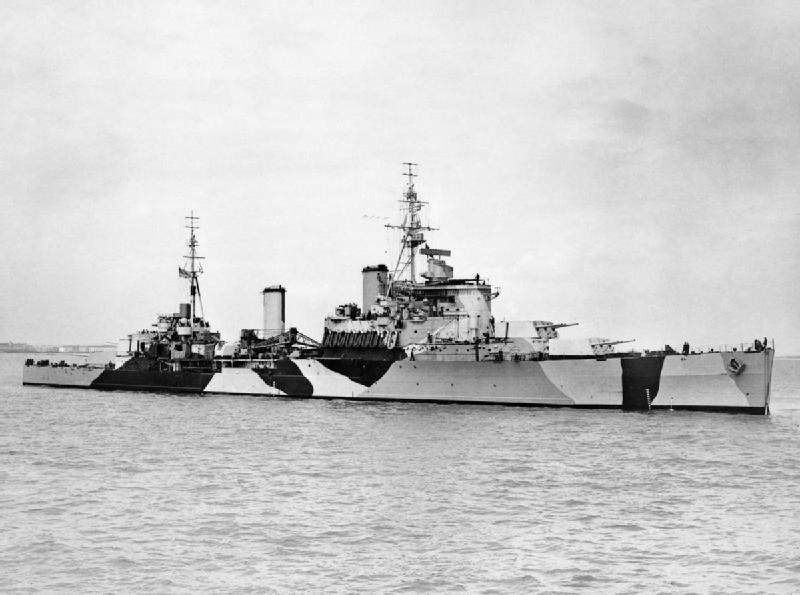
HMS Jamaica đang thả neo

Bermuda đã tham gia Chiến dịch Torch, cuộc đổ bộ lực lượng Đồng Minh lên Bắc Phi trong Thế Chiến II cùng nhiều hoạt động khác. Sau chiến tranh nó tiếp tục phục vụ, đi đến nhiều nơi trên thế giới, trải qua nhiều đợt tái trang bị cho đến khi ngừng hoạt động vào năm 1962. Nó bị tháo dỡ vào năm 1965.
Fiji trúng phải một ngư lôi từ tàu ngầm U boat Đức vào năm 1940 nhưng đã sống sót. Đến năm 1941, trong Trận Crete, Fiji trúng một quả bom từ một máy bay Messerschmitt Me 109 sau khi né tránh 20 quả bom khác, khiến nó nghiêng nặng, và ba quả bom đánh trúng trực tiếp đã kết liễu nó, làm 244 thành viên thủy thủ đoàn thiệt mạng.
Gambia được chuyển cho Hải quân Hoàng gia New Zealand từ năm 1943 và đã hoạt động tích cực trong thành phần Hạm đội Thái Bình Dương Anh Quốc. Nó được hoàn trả cho Hải quân Hoàng gia vào năm 1946 và được tháo dỡ năm 1968.
Jamaica đã phục vụ trong Thế Chiến II, tham gia nhiều chiến dịch trong chiến tranh. Trong Chiến tranh Triều Tiên, Jamaica được mệnh danh "Bóng ma phi trên bờ biển Triều Tiên", do Lực lượng Bắc Triều Tiên loan báo nó đã bị đánh đắm đến ba lần. Nó bị tháo dỡ vào năm 1960.
Kenya tham gia tích cực trong Thế Chiến II và từng được bố trí đến Viễn Đông. Kenya cũng tham gia Chiến tranh Triều Tiên và bị tháo dỡ vào năm 1962.
Mauritius tham gia cuộc Đổ bộ Normandy cùng nhiều hoạt động khác trong Thế Chiến II. Nó bị tháo dỡ năm 1965.
Nigeria tham gia Chiến dịch Pedestal, nỗ lực lớn nhất nhằm trợ giúp cho đảo Malta bị bao vây vào năm 1942, nơi nó bị tàu ngầm Ý Axum gây hư hại. Nó tham gia các cuộc tấn công lên Sumatra trong thành phần Hạm đội Viễn Đông Anh Quốc vào năm 1945 cũng như một số đợt bố trí khác. Nó được bán cho Ấn Độ vào năm 1958, được đổi tên thành INS ''Mysore'' và bị tháo dỡ vào năm 1985.
Trinidad trong khi đối đầu cùng ba tàu khu trục Đức vào năm 1942 đã bị ngư lôi của chính nó đánh trúng, khi một con quay hồi chuyển trên ngư lôi bị hỏng khiến nó chạy thành vòng tròn; mặc dù nó đã tiêu diệt một trong các tàu chiến Đức. Cùng năm đó, Trinidad bị máy bay ném bom Ju 88 của Không quân Đức đánh trúng, bị hư hại nặng đến mức thủy thủ đoàn phải đánh đắm nó trong biển Barents vào ngày hôm sau.

### Lớp phụCeylon
Ceylon được bố trí đến Viễn Đông trong hầu hết thời gian của Thế Chiến II, và đã tham gia rộng rãi trong Chiến tranh Triều Tiên. Nó ngừng hoạt động năm 1960, được bán cho Peru và đổi tên thành Coronel Bolognesi, để cuối cùng ngừng hoạt động vào năm 1982.
Newfoundland từng trúng phải ngư lôi từ tàu ngầm Ý Ascianghi, được sửa chữa tạm thời tại Malta rồi tại Xưởng hải quân Boston. Vào năm 1944, con tàu chịu đựng một vụ nổ tại Alexandria đang khi neo đậu tại đây, bị hư hại nặng và một số thương vong. Nó được bố trí sang Viễn Đông từ năm 1945 hỗ trợ một số chiến dịch tại đây. Sau chiến tranh, nó đã đánh chìm tàu hộ tống Ai Cập Domiat trong chiến dịch kênh đào Suez sau khi chiếc này nổ súng vào nó. Nó được bán cho Peru vào năm 1959, được đổi tên thành Almirante Grau rồi thành Capitan Quinones vào năm 1973. Nó ngừng hoạt động năm 1979 và được tháo dỡ tại Nhật Bản, nước mà nó đối đầu trong Thế Chiến II.
Uganda từng hộ tống cho RMS Queen Mary đưa Thủ tướng Winston Churchill đến Washington, rồi sau đó hỗ trợ cho việc chiếm đóng Sicilia vào năm 1943. Cùng năm đó, nó bị một quả bom lượn của Đức đánh trúng, gây hư hại đáng kể và làm thiệt mạng 16 người cùng chín người khác bị thương. Sau khi được sửa chữa tại Hoa Kỳ vào năm 1944, nó hoạt động trở lại cùng với Hải quân Hoàng gia Canada như là chiếc HMCS Uganda. Nó gia nhập Hạm đội Thái Bình Dương Anh Quốc vào năm 1945, tham gia nhiều hoạt động tại Viễn Đông. Nó được đưa về lực lượng dự bị vào năm 1947 nhưng được huy động trở lại như là chiếc HMCS Quebec để phục vụ trong Chiến tranh Triều Tiên. Con tàu được tháo dỡ vào năm 1961.

## Những chiếc trong lớp
| Tàu            | Đặt lườn             | Hạ thủy              | Hoạt động            | Số phận |
| Lớp phụ Fiji   |                      |                      |                      | |
| Bermuda        | 30 tháng 11 năm 1938 | 11 tháng 9 năm 1941  | 21 tháng 8 năm 1942  | Ngừng hoạt động năm 1962, tháo dỡ năm 1965                                                                                                 |
| Fiji           | 30 tháng 3 năm 1938  | 31 tháng 5 năm 1939  | 5 tháng 5 năm 1940   | Bị máy bay ném bom Đức đánh chìm tại Crete, 22 tháng 5 năm 1941                                                                            |
| Gambia         | 24 tháng 7 năm 1939  | 30 tháng 11 năm 1940 | 21 tháng 2 năm 1942  | Chuyển cho New Zealand năm 1943, trả cho Anh năm 1946, tháo dỡ năm 1968                                                                    |
| Jamaica        | 28 tháng 4 năm 1939  | 16 tháng 11 năm 1940 | 29 tháng 6 năm 1942  | Ngừng hoạt động 20 tháng 11 năm 1957, bán để tháo dỡ năm 1960                                                                              |
| Kenya          | 18 tháng 6 năm 1938  | 18 tháng 8 năm 1939  | 27 tháng 9 năm 1940  | Ngừng hoạt động tháng 9 năm 1958, bán để tháo dỡ 29 tháng 10 năm 1962                                                                      |
| Mauritius      | 31 tháng 3 năm 1938  | 19 tháng 7 năm 1939  | 4 tháng 1 năm 1940   | Ngừng hoạt động năm 1952, bán để tháo dỡ 27 tháng 3 năm 1965                                                                               |
| Nigeria        | 8 tháng 2 năm 1938   | 18 tháng 7 năm 1939  | 23 tháng 9 năm 1940  | Bán cho Hải quân Ấn Độ năm 1957 như là chiếc Mysore; ngừng hoạt động năm 1985                                                              |
| Trinidad       | 21 tháng 4 năm 1938  | 21 tháng 3 năm 1941  | 14 tháng 10 năm 1941 | Bị đánh đắm trong chiến đấu tại biển Bắc Cực 15 tháng 5 năm 1942                                                                           |
| Lớp phụ Ceylon |                      |                      |                      | |
| Ceylon         | 27 tháng 4 năm 1939  | 30 tháng 7 năm 1942  | 13 tháng 7 năm 1943  | Chuyển cho Hải quân Peru năm 1960 như là chiếc BAP Coronel Bolognesi, ngừng hoạt động 1982, tháo dỡ 1985                                   |
| Newfoundland   | 9 tháng 11 năm 1939  | 19 tháng 12 năm 1941 | 21 tháng 1 năm 1943  | Chuyển cho Hải quân Peru năm 1959 như là chiếc BAP Almirante Grau, tháo dỡ 1979                                                            |
| Uganda         | 20 tháng 7 năm 1939  | 7 tháng 8 năm 1941   | 3 tháng 1 năm 1943   | Chuyển cho Hải quân Hoàng gia Canada năm 1944 như là chiếc HMCS Uganda, đổi tên thành HMCS Quebec 1952, ngừng hoạt động 1956, tháo dỡ 1961 |